# Tranh cãi
Tranh cãi (tiếng Anh: Controversy), là tình trạng tranh chấp hoặc tranh luận công khai kéo dài, thường liên quan đến một vấn đề ý kiến hoặc quan điểm xung đột. Từ này được đặt ra từ Latin controversia, là sự kết hợp của controversus - "quay theo hướng ngược lại".

## Pháp lý
Trong lý thuyết pháp luật, tranh cãi khác với vụ án; trong khi các vụ kiện pháp lý bao gồm tất cả các vụ kiện, hình sự cũng như dân sự, tranh cãi là một thủ tục tố tụng dân sự thuần túy.
Ví dụ: Điều khoản vụ án hoặc tranh cãi của Điều ba của Hiến pháp Hoa Kỳ (Phần 2, Khoản 1) quy định rằng "Quyền tư pháp sẽ mở rộng ... đối với các Tranh chấp mà Hoa Kỳ là một Bên". Điều khoản này được coi là áp đặt yêu cầu rằng các tòa án liên bang Hoa Kỳ không được phép giải quyết các vụ việc không gây ra tranh cãi thực tế—nghĩa là tranh chấp thực tế giữa các bên đối nghịch mà [tòa án] có khả năng giải quyết. Ngoài việc đặt ra phạm vi thẩm quyền của cơ quan tư pháp liên bang, nó cũng cấm các tòa án đưa ra ý kiến tư vấn hoặc xét xử các vụ án chưa chín, nghĩa là tranh cãi chưa được thực hiện. chưa nảy sinh, hoặc moot, nghĩa là cuộc tranh cãi đã được giải quyết.